# ثام لوانغ نانغ نون
ثام لوانغ نانغ نونا (بالتايلندية: ถ้ำหลวงนางนอน)‏ ويعني الأسم، الكهف العظيم للسيدة النائمة، هو نظام كهف كارستي، يقع في منتزه غابة ثام لوانغ-خون نام نانغ،في شمال تايلاند. ضمن سلسلة جبال دوي نانغ نون على الحدود مع ميانمار
في 2 يوليو 2018 ، علق اثني عشر لاعب كرة قدم ناشئ ومعهم مساعد مدربهم داخل الكهف، بسبب الفيضانات الموسمية في 23 يونيو ونجحت جهود الإنقاذ في إخراجهم بأمان بحلول 10 يوليو من ذات العام، وقد لقي اثنان من غواصين الإنقاذ التايلانديين مصرعهم نتيجة لعملية الإنقاذ.

## وصف

### جغرافية
يبلغ عرض الممر الرئيسي للكهف 80 مترًا (260 قدمًا) وطوله 10.3 كيلومترات (6.4 ميل) وتتكون جدرانه من طبقات من الحجر الجيري، كما ويحتوي الكهف على العديد من التجاويف العميقة والأنفاق الضيقة وخنق الصخور والانهيارات والأحواض ، والهوابط والصواعد التي توجد في كل أجزاء الكهف، كما يوجد تيار مائي دائم داخل الكهف ، يبدأ من الغرب ، ويتدفق مع الممر لعدة أمتار ، ليخرج عبر الجدار الشرقي  وقام فريق من المستكشفين الفرنسيين بإجراء أول مسح للكهف الرئيسي في ثام لوانغ في عامي 1986 و 1987، واجريت المزيد من المسوحات في عامي 2014 و 2015 من قبل رواد الكهوف البريطانيين فيرن أونسورث ومارتن إليس وفيل كوليت وروب هاربر.

### السياحة
يوجد مركز للزوار خارج المدخل الرئيسي يحتوي على خريطة تفصيلية للكهف،  كما يوجد موقف للسيارات في مكان قريب،  أول كيلومتر واحد (0.6 ميل) من الكهف مفتوح للجمهور للجولات المصحوبة بمرشدين بين شهري نوفمبر ويونيو، عادة ما يفيض الكهف ،خلال موسم الأمطار، ولذلك يمنع الزوار من دخوله .

## الأنقاذ
في2018 ، علق 12 فتى تتراوح أعمارهم بين 11 و 16 عامًا ، وجميعهم أعضاء في فريق كرة قدم للناشئين ، ومدربهم المساعد البالغ من العمر 25 عامًا في الكهف لمدة 18 يومًا بسبب الفيضانات. وجهزت عملية مشتركة بين الحكومة التايلاندية والجيش التايلاندي ومجموعة من خبراء الغواصين الدوليين لإنقاذهم ، وقد تكللت بالنجاح. وقد وجدهم الغواصون البريطانيون على حافة موحلة في الظلام على بعد أكثر من 4 كيلومترات (2.5 ميل) من المدخل بعد تسعة أيام من محنتهم، وقد صُورت الجهود المبذولة لإنقاذ حياتهم لمشاهدتها في جميع أنحاء العالم، ساعد ما مجموعه 90 غواصًا - 50 منهم من الأجانب - في إخراج المحتجزين. وتوفي غواص سابق في البحرية ،يدعى سامان كونان ، أثناء المهمة. بعد أن نفد الهواء الذي لديه ، بعد أن وضع قناني الهواء على طول الكهف.